# Eleições europeias de 1989 (Portugal)
As eleições parlamentares europeias de 1989 em Portugal foram realizadas a 18 de junho de 1989 como parte das eleições parlamentares europeias de 1989. Tal como nas anteriores eleições, Portugal teve direito a eleger 24 eurodeputados para o Parlamento Europeu.
O Partido Social Democrata (PPD/PSD) foi o vencedor das eleições, apesar de se ter registado um forte crescimento eleitoral do Partido Socialista (PS). O PPD/PSD elegeu nove eurodeputados (perdendo um), e o PS oito (ganhando dois). Elegeram também deputados a Coligação Democrática Unitária (quatro eurodeputados, ganhando um) e o Partido do Centro Democrático Social (CDS) (três eurodeputados, perdendo um). O Partido Renovador Democrático (PRD) não concorreu nestas eleições. Contudo, o partido fez um acordo com o PS, conseguindo eleger um deputado na lista socialista com o estatuto de independente (Pedro Canavarro), mantendo assim, em teoria, o seu único eurodeputado.
Destaque também para o aumento substancial da abstenção que atingiu os 49 %, em contraste com as eleições de 1987 onde a abstenção havia sido de apenas 28%.

## Lista de partidos ou coligações
A lista seguinte apresenta os partidos ou coligações que elegeram eurodeputados:
| Partido | Partido                              | Candidato             | Afiliação europeia                            |
| ------- | ------------------------------------ | --------------------- | --------------------------------------------- |
|         | Partido Social Democrata             | António Capucho       | Aliança dos Democratas e Liberais pela Europa |
|         | Partido Socialista                   | João Cravinho         | Partido Socialista Europeu                    |
|         | Coligação Democrática Unitária       | Carlos Carvalhas      | Coligação de Esquerda                         |
|         | Partido do Centro Democrático Social | Francisco Lucas Pires | Partido Popular Europeu                       |

## Debates
Foi transmitido um debate, na RTP1, no programa Primeira Página, moderado por António Amaral Pais e com António Capucho (PPD/PSD), Carlos Carvalhas (CDU), João Cravinho (PS) e Francisco Lucas Pires (CDS).
| Debates | Debates            | Debates       | Debates    | Debates    | Debates             | Debates    | Debates |            |             |         |             |
| Data    | Estação televisiva | Moderador(es) | P Presente | P Presente | P Presente          | P Presente | Refs    |            |             |         |             |
| Data    | Estação televisiva | Moderador(es) | PPD/PSD    | PS         | CDU                 | CDS        | Refs    |            |             |         |             |
| ------- | ------------------ | ------------- | ---------- | ---------- | ------------------- | ---------- | ------- | ---------- | ----------- | ------- | ----------- |
| Data    | Estação televisiva | Moderador(es) | 23 de maio | RTP1       | António Amaral Pais | P Capucho  | Refs    | P Cravinho | P Carvalhas | P Pires | [ 2 ] [ 3 ] |

## Resultados nacionais
| Partido                                                           | Partido                                         | Votos       | %               | +/-         | Deputados   | +/-         |
| ----------------------------------------------------------------- | ----------------------------------------------- | ----------- | --------------- | ----------- | ----------- | ----------- |
|                                                                   | Partido Social Democrata                        | 1 358 958   | 32,75 / 100,00  | 4,70        | 9 / 24      | 1           |
|                                                                   | Partido Socialista (a)                          | 1 184 380   | 28,54 / 100,00  | 6,06        | 8 / 24      | 2           |
|                                                                   | Coligação Democrática Unitária (b)              | 597 759     | 14,40 / 100,00  | 2,90        | 4 / 24      | 1           |
|                                                                   | Partido do Centro Democrático Social            | 587 497     | 14,16 / 100,00  | 1,24        | 3 / 24      | 1           |
|                                                                   | Partido Popular Monárquico                      | 84 272      | 2,03 / 100,00   | 0,74        | 0 / 24      | Estável     |
|                                                                   | Movimento Democrático Português                 | 56 900      | 1,37 / 100,00   | 0,88        | 0 / 24      | Estável     |
|                                                                   | União Democrática Popular                       | 45 017      | 1,08 / 100,00   | 0,14        | 0 / 24      | Estável     |
|                                                                   | Partido Socialista Revolucionário               | 31 775      | 0,77 / 100,00   | 0,26        | 0 / 24      | Estável     |
|                                                                   | Partido da Democracia Cristã                    | 29 745      | 0,72 / 100,00   | Estável     | 0 / 24      | Estável     |
|                                                                   | Partido Comunista dos Trabalhadores Portugueses | 26 682      | 0,64 / 100,00   | 0,29        | 0 / 24      | Estável     |
|                                                                   | Partido Operário de Unidade Socialista          | 11 182      | 0,27 / 100,00   | -           | 0 / 24      | -           |
|                                                                   | Frente de Esquerda Revolucionária               | 7 833       | 0,19 / 100,00   | Novo        | 0 / 24      | Novo        |
| Votos inválidos                                                   | Votos inválidos                                 | 127 756     | 3,08 / 100,00   | 0,55        |             |             |
| Total                                                             | Total                                           | 4 149 756   | 100,00 / 100,00 |             | 24 / 24     |             |
| Eleitorado/Participação                                           | Eleitorado/Participação                         | 8 121 564   | 51,10 / 100,00  | 21,32       |             |             |
| Fonte                                                             | Fonte                                           | [ 4 ] [ 5 ] | [ 4 ] [ 5 ]     | [ 4 ] [ 5 ] | [ 4 ] [ 5 ] | [ 4 ] [ 5 ] |
| (a) 1 eurodeputado do PRD eleito nas listas do PS.                |                                                 |             |                 |             |             |             |
| (b) Coligação entre PCP (3 eurodeputados) e PEV (1 eurodeputado). |                                                 |             |                 |             |             |             |

## Resultados por círculo eleitoral
| Círculo eleitoral | %       | %     | %     | %     | %    | %       | %    | %    | %    | %         | %    | %    | Votantes  |
| Círculo eleitoral | PPD/PSD | PS    | CDU   | CDS   | PPM  | MDP/CDE | UDP  | PSR  | PDC  | PCTP/MRPP | POUS | FER  | Votantes  |
| ----------------- | ------- | ----- | ----- | ----- | ---- | ------- | ---- | ---- | ---- | --------- | ---- | ---- | --------- |
| Círculo eleitoral |         |       |       |       |      |         |      |      |      |           |      |      | Votantes  |
| Açores            | 49,73   | 30,95 | 2,62  | 9,83  | 1,31 | 0,63    | 0,41 | 0,52 | 0,41 | 0,46      | 0,31 | 0,17 | 73 814    |
| Aveiro            | 40,25   | 26,92 | 5,35  | 18,91 | 1,76 | 1,18    | 0,64 | 0,51 | 0,87 | 0,39      | 0,23 | 0,15 | 247 623   |
| Beja              | 14,94   | 25,33 | 43,84 | 4,73  | 0,86 | 1,05    | 1,47 | 1,28 | 0,52 | 1,71      | 0,37 | 0,27 | 76 434    |
| Braga             | 34,76   | 32,53 | 7,40  | 17,41 | 1,54 | 0,95    | 0,65 | 0,62 | 0,63 | 0,45      | 0,35 | 0,17 | 306 532   |
| Bragança          | 38,89   | 25,38 | 3,73  | 22,44 | 1,13 | 0,96    | 0,48 | 0,72 | 1,20 | 0,59      | 0,31 | 0,26 | 67 306    |
| Castelo Branco    | 34,78   | 33,02 | 7,94  | 14,04 | 1,57 | 0,98    | 0,68 | 0,73 | 0,82 | 0,69      | 0,38 | 0,27 | 98 435    |
| Coimbra           | 31,81   | 36,05 | 8,35  | 13,20 | 2,07 | 1,35    | 0,66 | 0,83 | 0,74 | 0,60      | 0,33 | 0,16 | 167 584   |
| Évora             | 20,23   | 20,64 | 41,92 | 6,69  | 1,31 | 1,23    | 0,99 | 1,00 | 0,47 | 1,41      | 0,30 | 0,21 | 83 403    |
| Faro              | 30,27   | 34,30 | 13,46 | 9,72  | 1,56 | 1,59    | 1,23 | 0,94 | 0,83 | 1,04      | 0,44 | 0,24 | 126 728   |
| Guarda            | 39,06   | 27,82 | 4,63  | 18,75 | 1,09 | 0,89    | 0,45 | 0,81 | 1,20 | 0,51      | 0,37 | 0,22 | 88 779    |
| Leiria            | 44,04   | 23,64 | 6,78  | 16,14 | 1,46 | 1,17    | 0,62 | 0,59 | 0,88 | 0,40      | 0,28 | 0,19 | 161 406   |
| Lisboa            | 25,87   | 27,17 | 19,86 | 14,77 | 3,33 | 1,95    | 1,31 | 0,92 | 0,76 | 0,65      | 0,21 | 0,17 | 923 587   |
| Madeira           | 61,04   | 15,61 | 1,88  | 8,63  | 1,24 | 0,54    | 5,37 | 0,55 | 0,41 | 0,49      | 0,28 | 0,20 | 105 921   |
| Portalegre        | 24,03   | 32,51 | 24,24 | 9,02  | 1,36 | 0,78    | 0,86 | 1,00 | 0,53 | 1,14      | 0,31 | 0,23 | 64 353    |
| Porto             | 33,88   | 33,89 | 10,21 | 13,62 | 2,07 | 1,26    | 0,85 | 0,58 | 0,48 | 0,45      | 0,23 | 0,14 | 693 185   |
| Santarém          | 31,34   | 28,74 | 15,58 | 12,74 | 1,72 | 1,19    | 1,02 | 0,95 | 0,78 | 0,95      | 0,33 | 0,23 | 187 424   |
| Setúbal           | 17,76   | 23,74 | 38,51 | 7,99  | 1,94 | 2,14    | 1,99 | 0,86 | 0,58 | 0,91      | 0,23 | 0,19 | 290 839   |
| Viana do Castelo  | 38,60   | 24,55 | 8,09  | 19,39 | 1,36 | 1,29    | 0,56 | 0,78 | 0,89 | 0,55      | 0,28 | 0,27 | 105 684   |
| Vila Real         | 46,81   | 25,45 | 4,27  | 14,51 | 1,31 | 0,91    | 0,50 | 0,75 | 0,90 | 0,58      | 0,33 | 0,25 | 104 093   |
| Viseu             | 43,08   | 22,41 | 3,90  | 21,46 | 1,41 | 0,90    | 0,54 | 0,71 | 1,11 | 0,38      | 0,23 | 0,18 | 156 577   |
| Portugal          | 32,75   | 28,54 | 14,40 | 14,16 | 2,03 | 1,37    | 1,08 | 0,77 | 0,72 | 0,64      | 0,27 | 0,19 | 4 149 756 |

#### Açores
| Partido                 | Partido                              | Votos   | %               | +/-   |
| ----------------------- | ------------------------------------ | ------- | --------------- | ----- |
|                         | Partido Social Democrata             | 36 706  | 49,73 / 100,00  | 9,43  |
|                         | Partido Socialista                   | 22 846  | 30,95 / 100,00  | 11,51 |
|                         | Partido do Centro Democrático Social | 7 253   | 9,83 / 100,00   | 0,57  |
|                         | Coligação Democrática Unitária       | 1 936   | 2,62 / 100,00   | 0,46  |
|                         | Partido Popular Monárquico           | 967     | 1,31 / 100,00   | 0,67  |
|                         | Outros (com menos de 1,00%)          | 2 148   | 2,91 / 100,00   |       |
| Votos inválidos         | Votos inválidos                      | 1 958   | 2,65 / 100,00   | 0,07  |
| Total                   | Total                                | 73 814  | 100,00 / 100,00 |       |
| Eleitorado/Participação | Eleitorado/Participação              | 181 992 | 40,56 / 100,00  | 13,49 |

#### Aveiro
| Partido                 | Partido                              | Votos   | %               | +/-   |
| ----------------------- | ------------------------------------ | ------- | --------------- | ----- |
|                         | Partido Social Democrata             | 99 674  | 40,25 / 100,00  | 3,72  |
|                         | Partido Socialista                   | 66 670  | 26,92 / 100,00  | 4,35  |
|                         | Partido do Centro Democrático Social | 46 814  | 18,91 / 100,00  | 1,73  |
|                         | Coligação Democrática Unitária       | 13 256  | 5,35 / 100,00   | 1,37  |
|                         | Partido Popular Monárquico           | 4 364   | 1,76 / 100,00   | 0,38  |
|                         | Movimento Democrático Português      | 2 926   | 1,18 / 100,00   | 0,83  |
|                         | Outros (com menos de 1,00%)          | 6 909   | 2,79 / 100,00   |       |
| Votos inválidos         | Votos inválidos                      | 7 010   | 2,83 / 100,00   | 0,52  |
| Total                   | Total                                | 247 623 | 100,00 / 100,00 |       |
| Eleitorado/Participação | Eleitorado/Participação              | 504 270 | 49,11 / 100,00  | 25,12 |

#### Beja
| Partido                 | Partido                                         | Votos   | %               | +/-   |
| ----------------------- | ----------------------------------------------- | ------- | --------------- | ----- |
|                         | Coligação Democrática Unitária                  | 33 511  | 43,84 / 100,00  | 5,36  |
|                         | Partido Socialista                              | 19 359  | 25,33 / 100,00  | 4,74  |
|                         | Partido Social Democrata                        | 11 417  | 14,94 / 100,00  | 4,73  |
|                         | Partido do Centro Democrático Social            | 3 615   | 4,73 / 100,00   | 0,46  |
|                         | Partido Comunista dos Trabalhadores Portugueses | 1 308   | 1,71 / 100,00   | 0,93  |
|                         | União Democrática Popular                       | 1 120   | 1,47 / 100,00   | 0,03  |
|                         | Partido Socialista Revolucionário               | 982     | 1,28 / 100,00   | 0,19  |
|                         | Movimento Democrático Português                 | 799     | 1,05 / 100,00   | 0,39  |
|                         | Outros (com menos de 1,00%)                     | 1 547   | 2,02 / 100,00   |       |
| Votos inválidos         | Votos inválidos                                 | 2 776   | 3,63 / 100,00   | 0,08  |
| Total                   | Total                                           | 76 434  | 100,00 / 100,00 |       |
| Eleitorado/Participação | Eleitorado/Participação                         | 152 951 | 49,97 / 100,00  | 17,75 |

#### Braga
| Partido                 | Partido                              | Votos   | %               | +/-   |
| ----------------------- | ------------------------------------ | ------- | --------------- | ----- |
|                         | Partido Social Democrata             | 106 563 | 34,76 / 100,00  | 6,05  |
|                         | Partido Socialista                   | 99 714  | 32,53 / 100,00  | 6,33  |
|                         | Partido do Centro Democrático Social | 53 381  | 17,41 / 100,00  | 0,02  |
|                         | Coligação Democrática Unitária       | 22 690  | 7,40 / 100,00   | 2,06  |
|                         | Partido Popular Monárquico           | 4 722   | 1,54 / 100,00   | 0,19  |
|                         | Outros (com menos de 1,00%)          | 11 731  | 3,82 / 100,00   |       |
| Votos inválidos         | Votos inválidos                      | 7 731   | 2,52 / 100,00   | 0,01  |
| Total                   | Total                                | 306 532 | 100,00 / 100,00 |       |
| Eleitorado/Participação | Eleitorado/Participação              | 552 828 | 55,45 / 100,00  | 20,87 |

#### Bragança
| Partido                 | Partido                              | Votos   | %               | +/-   |
| ----------------------- | ------------------------------------ | ------- | --------------- | ----- |
|                         | Partido Social Democrata             | 26 173  | 38,89 / 100,00  | 9,04  |
|                         | Partido Socialista                   | 17 084  | 25,38 / 100,00  | 6,55  |
|                         | Partido do Centro Democrático Social | 15 105  | 22,44 / 100,00  | 2,44  |
|                         | Coligação Democrática Unitária       | 2 509   | 3,73 / 100,00   | 0,64  |
|                         | Partido da Democracia Cristã         | 809     | 1,20 / 100,00   | 0,20  |
|                         | Partido Popular Monárquico           | 760     | 1,13 / 100,00   | 0,02  |
|                         | Outros (com menos de 1,00%)          | 2 232   | 3,32 / 100,00   |       |
| Votos inválidos         | Votos inválidos                      | 2 634   | 3,91 / 100,00   | 0,17  |
| Total                   | Total                                | 67 306  | 100,00 / 100,00 |       |
| Eleitorado/Participação | Eleitorado/Participação              | 146 049 | 46,08 / 100,00  | 18,85 |

#### Castelo Branco
| Partido                 | Partido                              | Votos   | %               | +/-   |
| ----------------------- | ------------------------------------ | ------- | --------------- | ----- |
|                         | Partido Social Democrata             | 34 238  | 34,78 / 100,00  | 6,74  |
|                         | Partido Socialista                   | 32 504  | 33,02 / 100,00  | 10,59 |
|                         | Partido do Centro Democrático Social | 13 817  | 14,04 / 100,00  | 0,33  |
|                         | Coligação Democrática Unitária       | 7 819   | 7,94 / 100,00   | 1,60  |
|                         | Partido Popular Monárquico           | 1 542   | 1,57 / 100,00   | 0,27  |
|                         | Outros (com menos de 1,00%)          | 4 488   | 4,55 / 100,00   |       |
| Votos inválidos         | Votos inválidos                      | 4 027   | 4,09 / 100,00   | 0,19  |
| Total                   | Total                                | 98 435  | 100,00 / 100,00 |       |
| Eleitorado/Participação | Eleitorado/Participação              | 197 670 | 49,80 / 100,00  | 21,41 |

#### Coimbra
| Partido                 | Partido                              | Votos   | %               | +/-   |
| ----------------------- | ------------------------------------ | ------- | --------------- | ----- |
|                         | Partido Socialista                   | 60 410  | 36,05 / 100,00  | 7,40  |
|                         | Partido Social Democrata             | 53 316  | 31,81 / 100,00  | 6,61  |
|                         | Partido do Centro Democrático Social | 22 119  | 13,20 / 100,00  | 0,79  |
|                         | Coligação Democrática Unitária       | 13 995  | 8,35 / 100,00   | 1,80  |
|                         | Partido Popular Monárquico           | 3 475   | 2,07 / 100,00   | 0,45  |
|                         | Movimento Democrático Português      | 2 260   | 1,35 / 100,00   | 1,00  |
|                         | Outros (com menos de 1,00%)          | 5 559   | 3,32 / 100,00   |       |
| Votos inválidos         | Votos inválidos                      | 6 450   | 3,85 / 100,00   | 0,61  |
| Total                   | Total                                | 167 584 | 100,00 / 100,00 |       |
| Eleitorado/Participação | Eleitorado/Participação              | 359 361 | 46,63 / 100,00  | 23,02 |

#### Évora
| Partido                 | Partido                                         | Votos   | %               | +/-   |
| ----------------------- | ----------------------------------------------- | ------- | --------------- | ----- |
|                         | Coligação Democrática Unitária                  | 34 965  | 41,92 / 100,00  | 7,68  |
|                         | Partido Socialista                              | 17 217  | 20,64 / 100,00  | 4,59  |
|                         | Partido Social Democrata                        | 16 871  | 20,23 / 100,00  | 5,06  |
|                         | Partido do Centro Democrático Social            | 5 581   | 6,69 / 100,00   | 0,68  |
|                         | Partido Comunista dos Trabalhadores Portugueses | 1 174   | 1,41 / 100,00   | 0,87  |
|                         | Partido Popular Monárquico                      | 1 092   | 1,31 / 100,00   | 0,34  |
|                         | Movimento Democrático Português                 | 1 024   | 1,23 / 100,00   | 0,43  |
|                         | Partido Socialista Revolucionário               | 833     | 1,00 / 100,00   | 0,17  |
|                         | Outros (com menos de 1,00%)                     | 1 649   | 1,97 / 100,00   |       |
| Votos inválidos         | Votos inválidos                                 | 2 997   | 3,59 / 100,00   | 0,79  |
| Total                   | Total                                           | 83 403  | 100,00 / 100,00 |       |
| Eleitorado/Participação | Eleitorado/Participação                         | 148 510 | 56,16 / 100,00  | 19,19 |

#### Faro
| Partido                 | Partido                                         | Votos   | %               | +/-   |
| ----------------------- | ----------------------------------------------- | ------- | --------------- | ----- |
|                         | Partido Socialista                              | 43 463  | 34,30 / 100,00  | 9,04  |
|                         | Partido Social Democrata                        | 38 363  | 30,27 / 100,00  | 8,32  |
|                         | Coligação Democrática Unitária                  | 17 052  | 13,46 / 100,00  | 2,93  |
|                         | Partido do Centro Democrático Social            | 12 313  | 9,72 / 100,00   | 0,06  |
|                         | Movimento Democrático Português                 | 2 016   | 1,59 / 100,00   | 0,87  |
|                         | Partido Popular Monárquico                      | 1 977   | 1,56 / 100,00   | 0,22  |
|                         | União Democrática Popular                       | 1 558   | 1,23 / 100,00   | 0,04  |
|                         | Partido Comunista dos Trabalhadores Portugueses | 1 322   | 1,04 / 100,00   | 0,53  |
|                         | Outros (com menos de 1,00%)                     | 3 107   | 2,45 / 100,00   |       |
| Votos inválidos         | Votos inválidos                                 | 5 557   | 4,38 / 100,00   | 0,89  |
| Total                   | Total                                           | 126 728 | 100,00 / 100,00 |       |
| Eleitorado/Participação | Eleitorado/Participação                         | 281 871 | 44,96 / 100,00  | 25,23 |

#### Guarda
| Partido                 | Partido                              | Votos   | %               | +/-     |
| ----------------------- | ------------------------------------ | ------- | --------------- | ------- |
|                         | Partido Social Democrata             | 34 681  | 39,06 / 100,00  | 8,13    |
|                         | Partido Socialista                   | 24 698  | 27,82 / 100,00  | 6,38    |
|                         | Partido do Centro Democrático Social | 16 645  | 18,75 / 100,00  | 0,14    |
|                         | Coligação Democrática Unitária       | 4 113   | 4,63 / 100,00   | 1,31    |
|                         | Partido da Democracia Cristã         | 1 068   | 1,20 / 100,00   | 0,25    |
|                         | Partido Popular Monárquico           | 968     | 1,09 / 100,00   | Estável |
|                         | Outros (com menos de 1,00%)          | 2 892   | 3,25 / 100,00   |         |
| Votos inválidos         | Votos inválidos                      | 3 714   | 4,18 / 100,00   | 0,34    |
| Total                   | Total                                | 88 779  | 100,00 / 100,00 |         |
| Eleitorado/Participação | Eleitorado/Participação              | 172 137 | 51,57 / 100,00  | 17,94   |

#### Leiria
| Partido                 | Partido                              | Votos   | %               | +/-   |
| ----------------------- | ------------------------------------ | ------- | --------------- | ----- |
|                         | Partido Social Democrata             | 71 077  | 44,04 / 100,00  | 3,34  |
|                         | Partido Socialista                   | 38 158  | 23,64 / 100,00  | 5,19  |
|                         | Partido do Centro Democrático Social | 26 050  | 16,14 / 100,00  | 1,59  |
|                         | Coligação Democrática Unitária       | 10 940  | 6,78 / 100,00   | 1,47  |
|                         | Partido Popular Monárquico           | 2 357   | 1,46 / 100,00   | 0,27  |
|                         | Movimento Democrático Português      | 1 885   | 1,17 / 100,00   | 0,72  |
|                         | Outros (com menos de 1,00%)          | 4 770   | 2,96 / 100,00   |       |
| Votos inválidos         | Votos inválidos                      | 6 169   | 3,82 / 100,00   | 0,65  |
| Total                   | Total                                | 161 406 | 100,00 / 100,00 |       |
| Eleitorado/Participação | Eleitorado/Participação              | 348 333 | 46,34 / 100,00  | 25,76 |

#### Lisboa
| Partido                 | Partido                              | Votos     | %               | +/-   |
| ----------------------- | ------------------------------------ | --------- | --------------- | ----- |
|                         | Partido Socialista                   | 250 971   | 27,17 / 100,00  | 5,78  |
|                         | Partido Social Democrata             | 238 922   | 25,87 / 100,00  | 3,48  |
|                         | Coligação Democrática Unitária       | 183 465   | 19,86 / 100,00  | 4,49  |
|                         | Partido do Centro Democrático Social | 136 415   | 14,77 / 100,00  | 2,49  |
|                         | Partido Popular Monárquico           | 30 730    | 3,33 / 100,00   | 1,77  |
|                         | Movimento Democrático Português      | 18 015    | 1,95 / 100,00   | 1,33  |
|                         | União Democrática Popular            | 12 066    | 1,31 / 100,00   | 0,14  |
|                         | Outros (com menos de 1,00%)          | 24 999    | 2,71 / 100,00   |       |
| Votos inválidos         | Votos inválidos                      | 28 004    | 3,03 / 100,00   | 0,98  |
| Total                   | Total                                | 923 587   | 100,00 / 100,00 |       |
| Eleitorado/Participação | Eleitorado/Participação              | 1 742 684 | 53,00 / 100,00  | 20,55 |

#### Madeira
| Partido                 | Partido                              | Votos   | %               | +/-   |
| ----------------------- | ------------------------------------ | ------- | --------------- | ----- |
|                         | Partido Social Democrata             | 64 652  | 61,04 / 100,00  | 1,39  |
|                         | Partido Socialista                   | 16 538  | 15,61 / 100,00  | 0,19  |
|                         | Partido do Centro Democrático Social | 9 146   | 8,63 / 100,00   | 0,15  |
|                         | União Democrática Popular            | 5 688   | 5,37 / 100,00   | 2,55  |
|                         | Coligação Democrática Unitária       | 1 995   | 1,88 / 100,00   | 0,09  |
|                         | Partido Popular Monárquico           | 1 309   | 1,24 / 100,00   | 0,04  |
|                         | Outros (com menos de 1,00%)          | 2 622   | 2,47 / 100,00   |       |
| Votos inválidos         | Votos inválidos                      | 3 971   | 3,75 / 100,00   | 1,20  |
| Total                   | Total                                | 105 921 | 100,00 / 100,00 |       |
| Eleitorado/Participação | Eleitorado/Participação              | 186 807 | 56,70 / 100,00  | 10,34 |

#### Portalegre
| Partido                 | Partido                                         | Votos   | %               | +/-   |
| ----------------------- | ----------------------------------------------- | ------- | --------------- | ----- |
|                         | Partido Socialista                              | 20 919  | 32,51 / 100,00  | 7,29  |
|                         | Coligação Democrática Unitária                  | 15 600  | 24,24 / 100,00  | 3,77  |
|                         | Partido Social Democrata                        | 15 465  | 24,03 / 100,00  | 5,19  |
|                         | Partido do Centro Democrático Social            | 5 805   | 9,02 / 100,00   | 0,83  |
|                         | Partido Popular Monárquico                      | 872     | 1,36 / 100,00   | 0,11  |
|                         | Partido Comunista dos Trabalhadores Portugueses | 735     | 1,14 / 100,00   | 0,54  |
|                         | Partido Socialista Revolucionário               | 646     | 1,00 / 100,00   | 0,18  |
|                         | Outros (com menos de 1,00%)                     | 1 750   | 2,71 / 100,00   |       |
| Votos inválidos         | Votos inválidos                                 | 2 561   | 3,98 / 100,00   | 0,54  |
| Total                   | Total                                           | 64 353  | 100,00 / 100,00 |       |
| Eleitorado/Participação | Eleitorado/Participação                         | 117 317 | 54,85 / 100,00  | 20,07 |

#### Porto
| Partido                 | Partido                              | Votos     | %               | +/-   |
| ----------------------- | ------------------------------------ | --------- | --------------- | ----- |
|                         | Partido Socialista                   | 234 932   | 33,89 / 100,00  | 6,73  |
|                         | Partido Social Democrata             | 234 830   | 33,88 / 100,00  | 2,54  |
|                         | Partido do Centro Democrático Social | 94 424    | 13,62 / 100,00  | 2,78  |
|                         | Coligação Democrática Unitária       | 70 793    | 10,21 / 100,00  | 1,45  |
|                         | Partido Popular Monárquico           | 14 382    | 2,07 / 100,00   | 0,93  |
|                         | Movimento Democrático Português      | 8 714     | 1,26 / 100,00   | 0,95  |
|                         | Outros (com menos de 1,00%)          | 18 929    | 2,73 / 100,00   |       |
| Votos inválidos         | Votos inválidos                      | 16 181    | 2,33 / 100,00   | 0,35  |
| Total                   | Total                                | 693 185   | 100,00 / 100,00 |       |
| Eleitorado/Participação | Eleitorado/Participação              | 1 258 537 | 55,08 / 100,00  | 23,01 |

#### Santarém
| Partido                 | Partido                              | Votos   | %               | +/-   |
| ----------------------- | ------------------------------------ | ------- | --------------- | ----- |
|                         | Partido Social Democrata             | 58 740  | 31,34 / 100,00  | 4,84  |
|                         | Partido Socialista                   | 53 871  | 28,74 / 100,00  | 6,08  |
|                         | Coligação Democrática Unitária       | 29 199  | 15,58 / 100,00  | 3,50  |
|                         | Partido do Centro Democrático Social | 23 884  | 12,74 / 100,00  | 0,88  |
|                         | Partido Popular Monárquico           | 3 230   | 1,72 / 100,00   | 0,54  |
|                         | Movimento Democrático Português      | 2 228   | 1,19 / 100,00   | 0,74  |
|                         | União Democrática Popular            | 1 909   | 1,02 / 100,00   | 0,29  |
|                         | Outros (com menos de 1,00%)          | 6 059   | 3,24 / 100,00   |       |
| Votos inválidos         | Votos inválidos                      | 8 304   | 4,43 / 100,00   | 1,34  |
| Total                   | Total                                | 187 424 | 100,00 / 100,00 |       |
| Eleitorado/Participação | Eleitorado/Participação              | 375 712 | 49,89 / 100,00  | 22,74 |

#### Setúbal
| Partido                 | Partido                              | Votos   | %               | +/-   |
| ----------------------- | ------------------------------------ | ------- | --------------- | ----- |
|                         | Coligação Democrática Unitária       | 112 014 | 38,51 / 100,00  | 6,78  |
|                         | Partido Socialista                   | 69 059  | 23,74 / 100,00  | 5,06  |
|                         | Partido Social Democrata             | 51 663  | 17,76 / 100,00  | 5,78  |
|                         | Partido do Centro Democrático Social | 23 245  | 7,99 / 100,00   | 1,01  |
|                         | Movimento Democrático Português      | 6 235   | 2,14 / 100,00   | 1,34  |
|                         | União Democrática Popular            | 5 784   | 1,99 / 100,00   | 0,25  |
|                         | Partido Popular Monárquico           | 5 644   | 1,94 / 100,00   | 0,60  |
|                         | Outros (com menos de 1,00%)          | 8 053   | 2,77 / 100,00   |       |
| Votos inválidos         | Votos inválidos                      | 9 142   | 3,14 / 100,00   | 0,93  |
| Total                   | Total                                | 290 839 | 100,00 / 100,00 |       |
| Eleitorado/Participação | Eleitorado/Participação              | 570 121 | 51,01 / 100,00  | 21,77 |

#### Viana do Castelo
| Partido                 | Partido                              | Votos   | %               | +/-   |
| ----------------------- | ------------------------------------ | ------- | --------------- | ----- |
|                         | Partido Social Democrata             | 40 795  | 38,60 / 100,00  | 6,42  |
|                         | Partido Socialista                   | 25 942  | 24,55 / 100,00  | 5,64  |
|                         | Partido do Centro Democrático Social | 20 489  | 19,39 / 100,00  | 1,94  |
|                         | Coligação Democrática Unitária       | 8 552   | 8,09 / 100,00   | 2,02  |
|                         | Partido Popular Monárquico           | 1 439   | 1,36 / 100,00   | 0,21  |
|                         | Movimento Democrático Português      | 1 365   | 1,29 / 100,00   | 0,62  |
|                         | Outros (com menos de 1,00%)          | 3 522   | 3,33 / 100,00   |       |
| Votos inválidos         | Votos inválidos                      | 3 580   | 3,39 / 100,00   | 0,14  |
| Total                   | Total                                | 105 684 | 100,00 / 100,00 |       |
| Eleitorado/Participação | Eleitorado/Participação              | 208 348 | 50,72 / 100,00  | 19,41 |

#### Vila Real
| Partido                 | Partido                              | Votos   | %               | +/-   |
| ----------------------- | ------------------------------------ | ------- | --------------- | ----- |
|                         | Partido Social Democrata             | 48 727  | 46,81 / 100,00  | 6,93  |
|                         | Partido Socialista                   | 26 492  | 25,45 / 100,00  | 5,71  |
|                         | Partido do Centro Democrático Social | 15 101  | 14,51 / 100,00  | 1,18  |
|                         | Coligação Democrática Unitária       | 4 446   | 4,27 / 100,00   | 0,76  |
|                         | Partido Popular Monárquico           | 1 360   | 1,31 / 100,00   | 0,06  |
|                         | Outros (com menos de 1,00%)          | 4 400   | 4,22 / 100,00   |       |
| Votos inválidos         | Votos inválidos                      | 3 567   | 3,43 / 100,00   | 0,20  |
| Total                   | Total                                | 104 093 | 100,00 / 100,00 |       |
| Eleitorado/Participação | Eleitorado/Participação              | 208 565 | 49,91 / 100,00  | 17,33 |

#### Viseu
| Partido                 | Partido                              | Votos   | %               | +/-   |
| ----------------------- | ------------------------------------ | ------- | --------------- | ----- |
|                         | Partido Social Democrata             | 67 459  | 43,08 / 100,00  | 7,30  |
|                         | Partido Socialista                   | 35 083  | 22,41 / 100,00  | 4,78  |
|                         | Partido do Centro Democrático Social | 33 598  | 21,46 / 100,00  | 0,89  |
|                         | Coligação Democrática Unitária       | 6 111   | 3,90 / 100,00   | 1,27  |
|                         | Partido Popular Monárquico           | 2 200   | 1,41 / 100,00   | 0,06  |
|                         | Partido da Democracia Cristã         | 1 733   | 1,11 / 100,00   | 0,30  |
|                         | Outros (com menos de 1,00%)          | 4 621   | 2,94 / 100,00   |       |
| Votos inválidos         | Votos inválidos                      | 5 772   | 3,69 / 100,00   | 0,54  |
| Total                   | Total                                | 156 577 | 100,00 / 100,00 |       |
| Eleitorado/Participação | Eleitorado/Participação              | 339 105 | 46,17 / 100,00  | 22,11 |

| Eleições parlamentares europeias de 1989 Distritos: Aveiro \| Beja \| Braga \| Bragança \| Castelo Branco \| Coimbra \| Évora \| Faro \| Guarda \| Leiria \| Lisboa \| Portalegre \| Porto \| Santarém \| Setúbal \| Viana do Castelo \| Vila Real \| Viseu \| Açores \| Madeira \| Estrangeiro |